# Marlborough (Nouvelle-Zélande)
Pour les articles homonymes, voir Marlborough.
Marlborough (en maori de Nouvelle-Zélande : Te Tauihu-o-te-waka) est une région de la Nouvelle-Zélande située au coin nord-est de l'île du Sud. Elle est connue pour son climat sec, les paysages de Marlborough Sounds, et ses vignobles.

## Géographie
La région peut être divisée en quatre sections. Deux sont assez accidentées, au sud et à l'ouest ; le sud abrite les plus hauts sommets de la région, dans les monts Kaikoura (en). Ces montagnes forment le nord des Alpes du Sud (quoique ce nom est rarement donné aux monts de l'extrême nord de l'île).
Entre ces deux régions on trouve le fleuve Wairau, un cours d'eau qui s'écoule jusque dans les plaines de l'est, au centre duquel se situe la ville de Blenheim. La région est fertile et bénéficie d'un climat tempéré, faisant d'elle le centre de la production du vin en Nouvelle-Zélande.

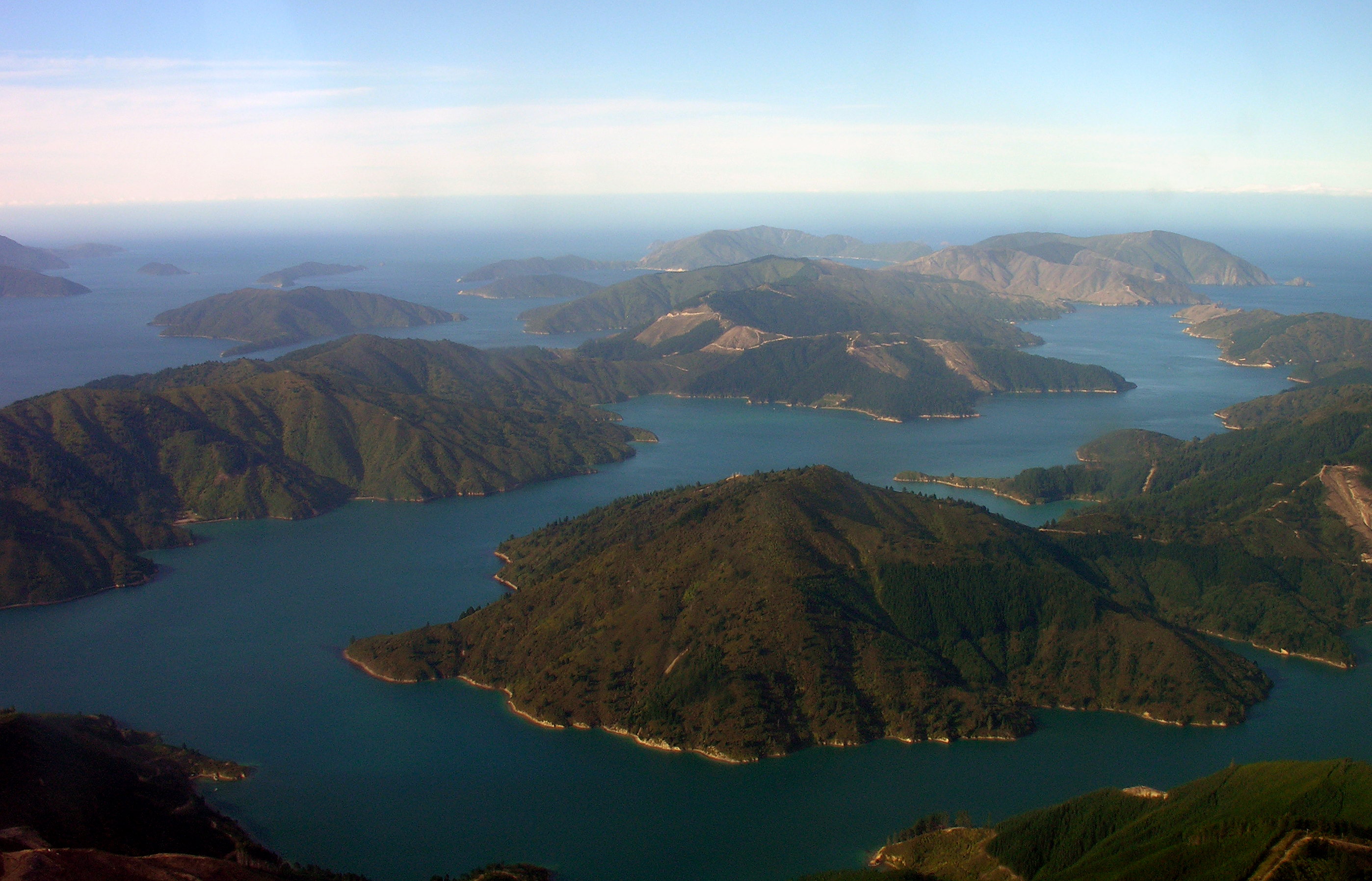
Tory Channel, Queen Charlotte Sound.

La quatrième section se situe tout au long de sa côte nord, où les vallées submergées des Marlborough Sounds sont très connues pour leurs paysages. On y trouve la petite ville de Picton, située au sud du Queen Charlotte Sound.
La plus grande île de la région est Arapawa I (9.000 hectares).

### Climat
Le record historique de chaleur en Nouvelle-Zélande, 42,3 °C, fût enregistré le 7 février 1973 à Jordan dans la région de Marlborough.

### Sismicité
Le 17 août 2013, un séisme de magnitude de 6,6 sur l'échelle de Richter a été enregistré près de Seddon.
Le 21 février 2022, à 16 heures, un séisme de magnitude 5,6 sur l'échelle de Richter a été enregistré près de Blenheim.

## Gouvernance
Marlborough est régie par une autorité locale nommée le Marlborough District Council. Entre 1859 et 1876 elle s'appelait la province de Marlborough (en).
En 2016, John Leggett est élu maire du district de Marlborough, puis réélu pour 3 ans en 2019.

### Presse
Le Marlborough Express est un journal d'information dont le bureau d'édition est basé à Blenheim. Sa publication démarre en 1866, créé par Samuel Johnson. En 1879, Johnson vend l'Express à Smith Furness et James Boudy. En 1880, l'Express devient un quotidien. L'Express absorbe le Marlborough Times en 1895, et le Marlborough Press en 1948. La famille Furness est restée propriétaire du Marlborough Express jusqu'en 1998, année où le journal est vendu au groupe de presse Independent Newspapers Limited (INL).

## Démographie
| Groupes ethniques | Valeurs absolues | %    |
| ----------------- | ---------------- | ---- |
| Population        | 47 340           | 100  |
| Européens         | 41571            | 87,8 |
| Maoris            | 6 318            | 13,3 |
| Asiatiques        | 1 929            | 4,1  |
| Pasifika          | 1 464            | 3,1  |
| MELAA             | 402              | 0,8  |
| Autres            | 771              | 1,6  |

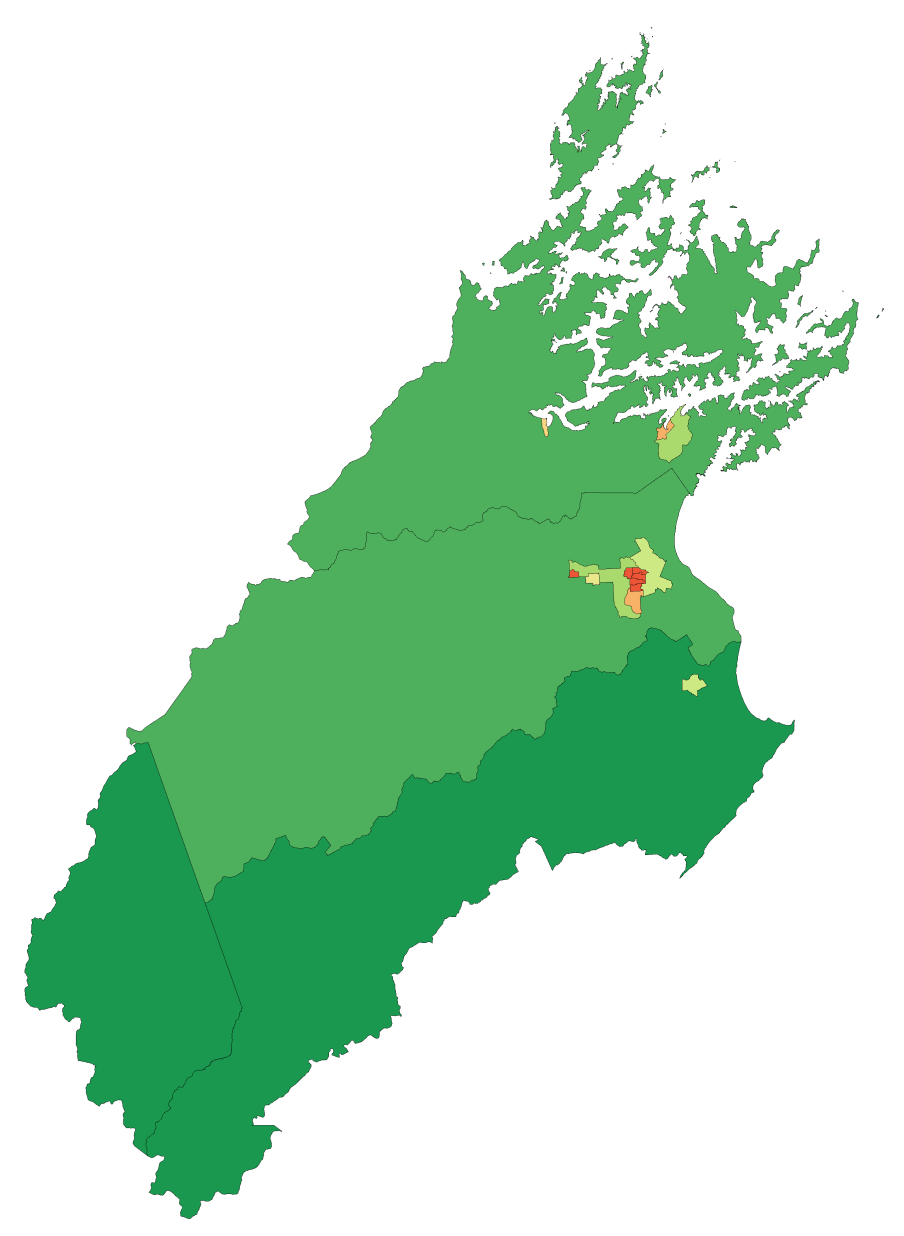
Densités de population en 2006.

La plus grande partie des habitants de la région se trouvent aux plaines côtières aux alentours, et particulièrement au sud, de l'embouchure du Wairau. On trouve également des petits établissements sur la côte nord. Les plus grandes villes, à part Blenheim et Picton, sont Havelock, Renwick Ward et Seddon. Certains considèrent que Kaikoura fait partie de la région, mais officiellement la ville se situe dans la région de Canterbury.

## Faune
Le gecko Naultinus manukanus est une espèce endémique de la région.

## Économie

### Tourisme
Les touristes se rendant de l'île du sud à l'île du nord doivent prendre le ferry sur la côte de la vallée de Marlborough. Le Marlborough Museum retrace l'histoire des Māori de la région. Outre ses vins, la région produit aussi des bières et cidres à la brasserie Dodson Street Beer Garden.
L'hôtel Furneaux Lodge n'est accessible que par voie maritime ou aérienne.
La société des arts de Marlborough est située sur High Street à Blenheim depuis l'année 2000.
En 2021, le secteur touristique de la région a généré 147 millions de dollars, -27,9% de moins que l'année précédente (203 millions en 2020).

### Vin
Le vignoble de Marlborough est la région vinicole la plus importante de Nouvelle-Zélande. Depuis le début des années 1970, elle s'est fait connaître surtout pour ses vins de sauvignon blanc qui offrent des arômes uniques au monde. Au début des années 2000, la valeur des terrains vinicoles grimpe pour atteindre les 200.000 dollars néo-zélandais l'hectare. En 2013, les vignobles occupaient 23.000 hectares sur les 26.000 hectares disponibles dans la région.
Aujourd'hui, Marlborough occupe 62 % de la surface totale du vignoble néo-zélandais. Hormis le sauvignon blanc, cépage-roi du pays, la région produit de plus en plus de chardonnay et de pinot noir.
La région offre un contraste climatique fort entre des journées chaudes et ensoleillées et des nuits plutôt froides. Ces conditions ralentissent la maturation du raisin, ce qui permet aux vignerons d'exprimer des arômes et saveurs uniques.

### Aquaculture
La région est le principal producteur néo-zélandais mytilicole, de saumon royal et d'ormeaux. L’Institut technologique Nelson Marlborough y propose des cours en aquaculture.

## Dans la culture populaire
Des scènes du film Le Hobbit : la Désolation de Smaug ont été filmées près de la rivière Pelorus.

## Galerie

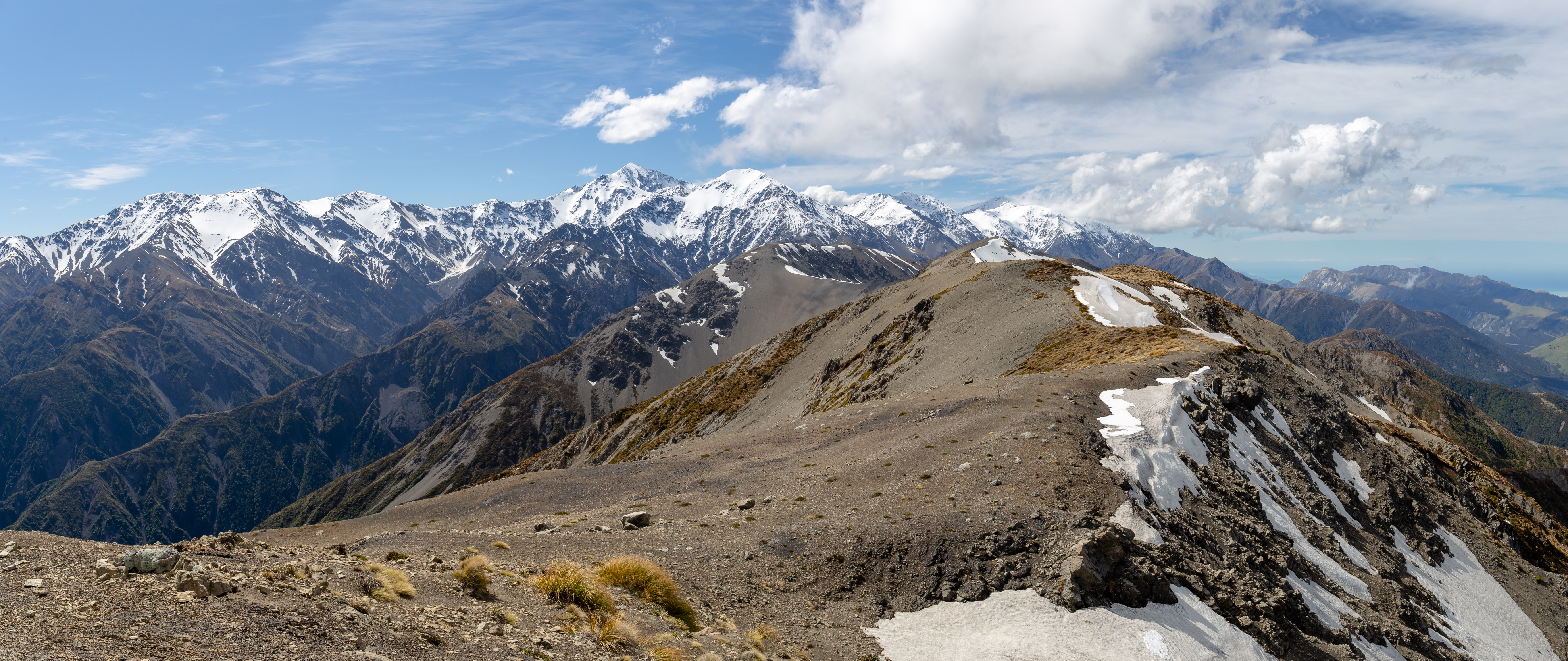
Vue des monts Kaikoura dans le Marlborough, depuis le mont Fyffe. Octobre 2019.

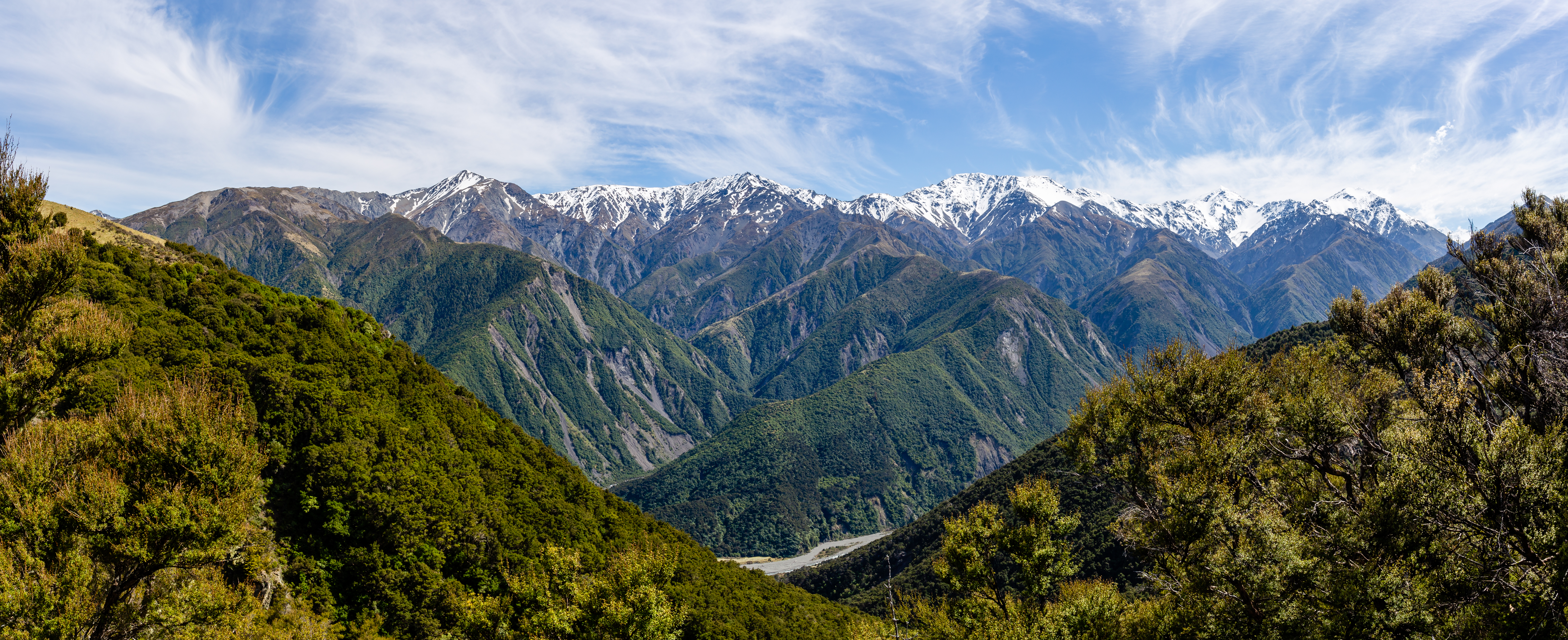
Les monts Kaïkoura dans le Marlborough. Au fond en bas, la vallée du fleuve Kowhai. Octobre 2019.

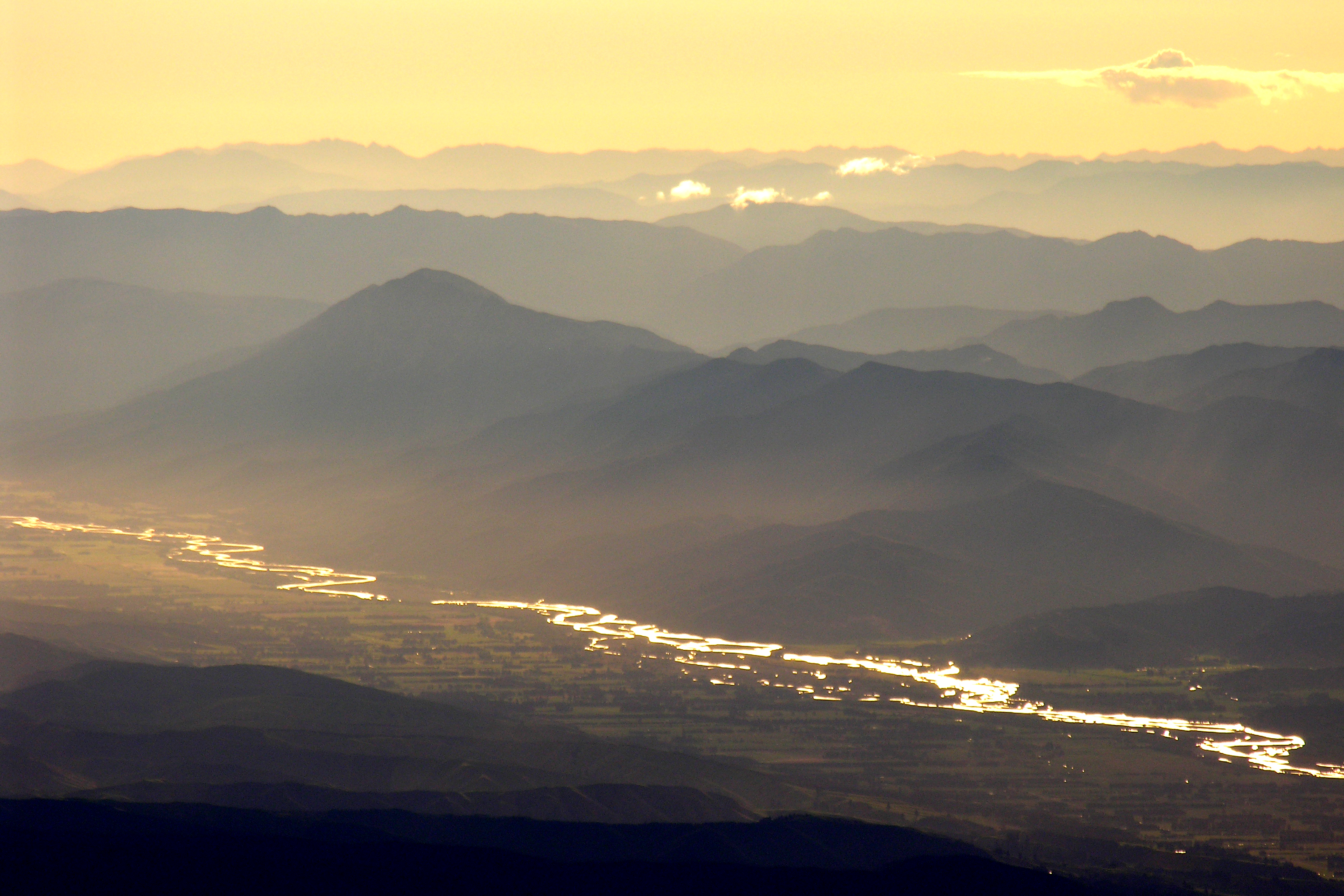
La vallée du Wairau.